# Santa Isabel (Boa Vista)
Santa Isabel es una freguesia caboverdiana del municipio de Boa Vista.

## Geografía
La freguesia abarca parte de la isla de Boa Vista.

## Organización territorial
La freguesia contaba en 2010 con 8059 habitantes distribuidos en las entidades de población de:

### Ciudad
- Sal Rei

### Villa
- Rabil

### Localidades
- Bofarreira
- Estância de Baixo
- Lacacão
- Povoação Velha